# Heike Köckler
Heike Köckler ist eine deutsche Raumplanerin. Seit 2015 ist sie Professorin für Sozialraum und Gesundheit im Fachgebiet Community Health der Hochschule für Gesundheit in Bochum.

## Werdegang
Im Jahr 1997 schloss Heike Köckler ihr Studium der Raumplanung an der Universität Dortmund des Diplom-Ingenieurin ab, welches sie 1992 begonnen hat. Im Jahr 2004, promovierte sie mit dem Thema „Indikatoren zukunftsfähiger Regionalentwicklung“ zum Dr. rer. pol. an der Fakultät für Raumplanung der Universität Dortmund von 2004 bis 2011 lehrte sie am Zentrum für Umweltsystemforschung an der Universität Kassel und forschte zu umweltbezogener Gerechtigkeit. Des Weiteren hat Heike Köckler an der Universität Kassel den Master „Nachhaltiges Wirtschaften“ mit entwickelt. Anschließend arbeitete sie am Fachbereich Stadt- und Regionalplanung an der TU Dortmund. 2015 schloss sie ihre Habilitation für das Fach Raumplanung an der Universität Kassel ab. Im gleichen Jahr erhielt sie eine Professur für Sozialraum und Gesundheit im Department of Community Health an der Hochschule für Gesundheit in Bochum. Von 2016 bis 2020 war sie Dekanin des Department of Community Health an der gleichen Hochschule.

### Forschungsschwerpunkte
In ihrer Forschung liegt der Schwerpunkt auf die Umweltbezogene Gerechtigkeit, der Stadtgesundheit, sowie auf Community Health. Zudem fokussiert sie sich auf die transdisziplinäre, transformative und auf die partizipative Forschung. Digitale Methoden stellen zusätzlich einen Arbeitsschwerpunkt dar.  Sie arbeitet zum Beispiel aktuell am Projekt „Urban Health digiSpace“, welches sich mit Stadtgesundheit und umweltbezogener Gerechtigkeit befasst. Es handelt sich dabei um eine innovative Plattform, welche digitale Lehrangebote zur Stadtgesundheit und Videos, Podcasts und Texte bereitstellt. Auch das abgeschlossene Projekt „DiMDiCi – Digital Mapping with Disabled Citizens“ unterstreicht ihren Forschungsschwerpunkt. Dieses Projekt setzt sich für umweltbezogene Gerechtigkeit ein und bindet Menschen mit kognitiven Behinderungen aktiv in die Entwicklung eines digitalen Kartentisches ein, damit ihre Meinungen und Bedürfnisse bei der Gestaltung zugänglicher öffentlicher Räume berücksichtigt werden.

## Engagement
Im Rahmen ihrer beruflichen Tätigkeit engagiert sie sich aktiv in verschiedenen Fachgesellschaften, Berufsverbänden und Initiativen. Heike Köckler ist Mitglied der Akademie für Raumentwicklung in der Leibniz-Gemeinschaft (ARL) und leitet dort die International Working Group on Health Equity in Urban Planning. Darüber hinaus ist sie Mitglied des Leibniz-Labs „Pandemic Preparedness: One Health, One Future“. Im Promotionskolleg NRW ist sie stellvertretende Direktorin der Abteilung Soziales und Gesundheit und engagiert sich in der Arbeitsgruppe Gesundheitsfördernde Gemeinde- und Stadtentwicklung (AGGSE). Außerdem ist sie Mitglied der International Association of People and Environment Studies (IAPS) und der Kommunalen Präventions- und Gesundheitskonferenz in Herne. Ein weiteres bedeutendes Engagement ist ihre Mitgliedschaft im Beirat der Fritz und Hildegard Berg Stiftung im Programm Stadt der Zukunft.

## Publikationen
Heike Köckler publiziert vor allem zu den Themen der Gesundheitsförderung und Umweltgerechtigkeit in städtischen und gesellschaftlichen Kontexten.
- K. Böhm, S. Bräunling, R. Geene, H. Köckler (Hrsg.): Gesundheit als gesamtgesellschaftliche Aufgabe. Das Konzept Health in All Policies und seine Umsetzung in Deutschland. Springer VS, Wiesbaden 2020, ISBN 978-3-658-30503-1.
- S. Baumgart, H. Köckler, A. Ritzinger, A. Rüdiger (Hrsg.): Planung für gesundheitsfördernde Städte. Forschungsberichte der ARL 8. Akademie für Raumforschung und Landesplanung. Hannover 2018.
- H. Köckler: Umweltbezogene Gerechtigkeit – Anforderungen an eine zukunftsweisende Stadtplanung. Peter Lang, Frankfurt am Main 2017.
- G. Bolte, C. Bunge, C. Hornberg, H. Köckler, A. Mielck (Hrsg.): Umweltgerechtigkeit. Chancengleichheit bei Umwelt und Gesundheit. Konzepte, Datenlage und Handlungsperspektive. Verlag Hans Huber, Bern 2012.
- H. Köckler: Zukunftsfähigkeit nach Maß – Kooperative Indikatorenentwicklung als Instrument regionaler Agenda-Prozesse. (= Reihe Indikatoren und Nachhaltigkeit. Band 4). VS Verlag für Literatur Sozialwissenschaften, Wiesbaden 2005.

## Preise/Ehrungen
Heike Köckler wurde 2018 für ihre innovativen Beiträge zur digitalen Hochschullehre mit einem Fellowship des Ministeriums für Kultur und Wissenschaft des Landes Nordrhein-Westfalen und des Stifterverbandes ausgezeichnet. Das ausgewählte E-Learning-Format „Flipped Coaching“ bietet eine orts- und zeitflexible personalisierte Schreibberatung für Studierende und erweitert das Blended-Learning-Konzept des berufsbegleitenden Studiengangs „Gesundheit und Sozialraum“.